# Десети върховен състав на Народния съд
Десетият състав на Народния съд в София е проведен с цел да съди лица, обвинени като отговорни за политиката на стопанско и финансово обвързване на България с Германия за периода 1941 – 1944 г.
На първо място това са висши чиновници от Централното управление на Българска народна банка, чрез които се е провежда „клиринговата спогодба“ между България и Германия, финансовата обвързаност с Германия и извършването на финансови операции в ущърб на България. На второ място е ръководният персонал в Дирекция на външната търговия и членовете на Постоянната българска комисия за уреждане стокообмена между България и Германия, които се обвиняват като основни двигатели за провеждане интересите на германското военновременно стопанство в България чрез внос и износ. Сред подсъдимите са и ръководителите на Дирекция за гражданска мобилизация, на Дирекция за износ на зърнените храни и на Дирекция на природни богатства, висши държавни служители от Министерство на благоустройството и обществените сгради, както и всички отговорни лица, свързани с дейностите на строителната организация „Тодг" в България и с германския цигарен концерн „Реемтсма“ за директни доставки на български тютюни в Германия. Подсъдими са и някои членове на Управителните съвети на Българското параходно дружество и на Българска земеделска и кооперативна банка, както и отделни индустриалци, тютюнотърговци и стопански дейци, които са обвинени в тесни финансови и икономически връзки с Германия при производството и износа на български стоки и суровини.
През 1945 г. излизат данни, че трима от народните обвинители Стою Татаров, Шемтов Данон и Иван Бояджиев са използвали положението си в качество на обвинители за лично облагодетелстване, като първия е спечелил от това 1 255 000 лева, а втория 625 000 лева.

## Състав

### Председател
- Нейко Нейков

### Членове
- Атанас Недялков
- д-р Захари Статков
- Димитър Кочемидов
- Любен Марангозов

### Народни обвинители
- Стою Д. Татаров
- Иван Бояджиев
- Стефан Главанаков
- Шемтов Данон
- Никола Кънев

## Посъдими
Според постановленията за привличане под отговорност и основния обвинителен акт подсъдимите наброяват 91 души:
- инж. Ангел Атанасов Згуровски
- Александър Георгиев Чапрашиков
- Алфонс Густав Лундберг
- Асен Николов Семов
- Асен Димитров Ушев
- д-р Асен Христов Чакалов
- Атанас Петров Анчев
- Атанас Ганчев Кацаров
- Атанас Иванов Узунов
- Атанас Порков
- Богдан Костов Рашев
- Борис Панайотов Бабев
- Борис Антонов Бозев
- Васил Крумов Младжов
- Васил Петров Вариклечков
- д-р инж. Васил Петров Попов
- арх. Владимир Иванов Брънеков
- Владимир Анастасов Наумов
- Гавраил Василев Вулев
- Георг Бухнер Бауцевич
- Георги Груев Пройчев
- Господин Христов Господинов
- Димитър Александров Божков
- д-р Димитър Величков Георгиев
- д-р Димитър Георгиев Златаров
- д-р Димитър Иванов Цонев
- Димитър Христов Пенчев
- полковник Димитър Николов Порков
- Димитър Атанасов Турдоглу
- д-р Димо Петров Сяров
- Добри Т. Кършев
- Добри Диманов Петров
- Дончо Семков Палавеев
- Дочо Ангелов Маринов
- инж. Драгомир Филипов Маринов
- Драгомир Цонев-Наумов
- Живко Костов Дуков
- Иван Ангелов Влайков
- Иван Христов Драганов
- Иван Кирилов Дреновски
- д-р Иван Йорданов Каросеров
- д-р Иван Йорданов Петев
- Иван Николов Семов
- Иванко Христов Гъбенски
- Кирил Антонов Божков
- Кирил Николов Гунев
- Кирил Илиев Добрев
- д-р Кирил Панов Иванов
- генерал Константин Иванов Бекяров
- Константин Йосифов Клаев
- Кочо Апостолов Кукуличев
- инж. д-р Кръстю Иванов Кръстев
- инж. Константин Лазаров Маджаров
- Лука Бобев Доросиев
- д-р Любен Цонев-Наумов
- Момчо Дочев Йоневски
- Неделчо Стойчев Делев
- Ненчо Диманов Петров
- Никола Димитров Мосинов
- Никола Тодоров Иванов
- д-р Николай Христов Василев
- инж. Никола Мянков Енчев
- инж. Никола Харалампиев Сърмаджиев
- полковник Павел Ангелов Мизинов
- Петър Кънев Велков
- д-р Петър Косев Георгиев
- Петър Диманов Петров
- д-р Петър Иванов Стоянович
- д-р Рашко Христов Рашков
- генерал Сава Димитров Бакърджиев
- Светослав Николов Греков
- Светослав Андреев Тошев
- Сергей Цанев Калянджиев
- инж. Симеон Савов Симеонов
- Стефан Цанев Ковачев
- Стефан Атанасов Узунов
- Стефан Иванов Фетваджиев
- Стефан Георгиев Чапрашиков
- инж. Стефан Иванов Шипков
- Стойчо Кръстев Стойчев
- Стою Димитров Стоев
- инж. Стоян Георгиев Митов
- Стоян Стефанов Николов
- Стефан Лазаров Цървулков
- Тодор Диманов Петров
- генерал Тодор Димитров Радев
- д-р Тодор Стефанов Козаров
- Тома Димитров Тахов
- инж. Христо Велков Войнов
- инж. Христо Симов Симов
- Цветан Радков Стоянов
- инж. Янко Петков Зелков